# Notti argentine
Notti argentine (Down Argentine Way) è un film del 1940 diretto da Irving Cummings.
Scritto da Darrell Ware e Karl Tunberg, la trama si basa sulla storia di un'americana, interpretata da Betty Grable, che si innamora di Argentine allevatore di cavalli Ricardo Quintana (Don Ameche) figlio di un famoso imprenditore argentino. Il destino di due giovani si intersecano quando Glenda si innamora di Ricardo. Ma una inimicizia di lunga data tra i genitori dei due minacce impediscono loro di mantenere qualsiasi tipo di rapporto.
Il film presenta la quindi sconosciuto Betty Grable nel suo primo ruolo importante, con la partecipazione straordinaria della cantante Carmen Miranda nel suo primo film negli Stati Uniti.
Notti argentine ricevuto recensioni positive da parte del pubblico americano, e tre nomination per la 13ª edizione degli Oscars, premio del cinema mondiale. Ma nonostante forti investimenti dello studio, la produzione ha ricevuto severe critiche in Brasile, e aveva la sua display vietata in Argentina.
Nel mese di dicembre 2014, il film è stato selezionato per la conservazione dal National Film Registry della Biblioteca del Congresso per essere considerato "culturalmente, storicamente o esteticamente" significative dall'organizzazione.

## Trama

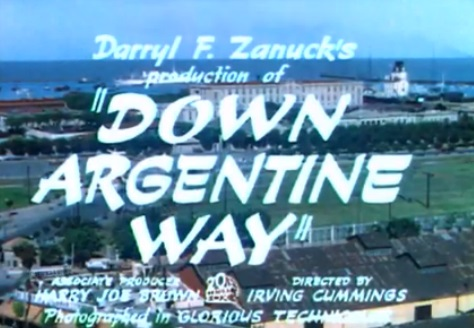
Titoli di testa

Dall'Argentina, il giovane Ricardo Quintano parte alla volta degli Stati Uniti dove vuole vendere alcuni purosangue dell'allevamento del padre. Quest'ultimo, prima della partenza, istruisce il figlio sulle condizioni di vendita e gli chiede di non avere contatti con Binnie Crawford o altri componenti della sua famiglia perché Willis, il fratello di Binnie, anni prima lo aveva truffato. A New York, Ricardo conosce Glenda, una ragazza che vuole comperare un cavallo, e se ne innamora. Poi, però, scopre che è la nipote di Binnie Crawford e, allora, ritorna in fretta in Argentina.
La ragazza, perplessa a causa di quella fuga, lo segue in Sudamerica accompagnata dalla zia. Quando i due innamorati si rivedono, si confessano il loro amore. Ricardo presenta poi Glenda al padre non con il suo vero nome ma con quello fittizio di Miss Cunningham. Glenda convince il vecchio Quintano a far partecipare un suo cavallo, Furioso, a una gara di salto. Quintano, ben presto viene a scoprire la vera identità di Miss Cunningham, cosa che lo manda in collera. Collera acuita dalla cattiva prestazione durante il concorso ippico di Furioso, che si è rifiutato di saltare un ostacolo. Quintano, fuori dalle grazie, rinnega il figlio. Quando però Ricardo riesce a far vincere Furioso a un'importante gara, Quintano rivede la sua opinione sui cavalli, perdona il figlio e accetta di avere Glenda come nuora.

### Galleria d'immagini

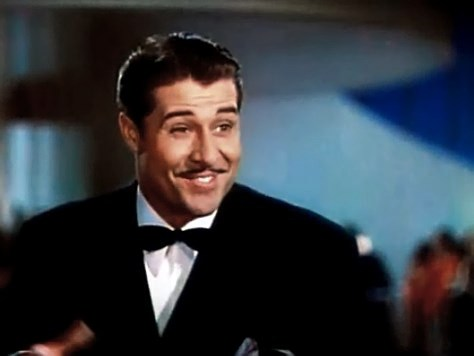
Don Ameche
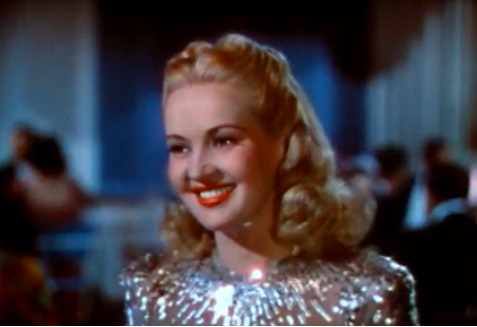
Betty Grable
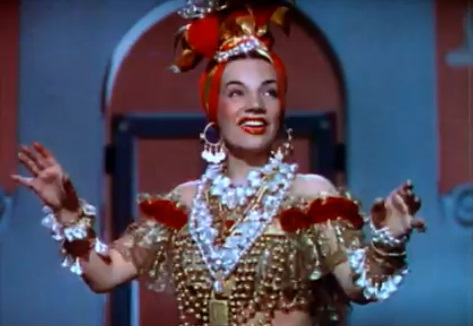
Carmen Miranda

## Distribuzione
Distribuito dalla 20th Century Fox, uscì nelle sale cinematografiche USA l'11 ottobre 1940.

## Riconoscimenti
Premi Oscar 1941 - Tre candidature:
- migliore fotografia
- migliore scenografia
- migliore canzone con Down Argentine Way, musica di Harry Warren e testo di Mack Gordon.